# Klaus David Jensen
Klaus David Jensen (født 15. juli 1971) er en dansk tidligere kapgænger, der var medlem af Københavns IF. Han deltog i VM 1997 hvor han blev nummer 30 på 50 km og 1999, hvor han blev nummer 19 på 50 km. Ved EM 1998 i Budapest blev det en 25. plads på 50 km.
Han blev 1999 første dansker under 4 timer på 50 km
Efter atletikkarrieren blev Klaus David Jensen i periode aktiv i erhvervslivet med eget firma. I året 2010 ændrede han karriere og har siden været skovløber og naturvejleder i Naturstyrelsen

## Danske mesterskaber
Denne liste er ufuldstændig; hjælp gerne med at udfylde den.
- Guld 5000 meter gang inde 1996
- Guld 5000 meter gang inde 1999
- Guld 5000 meter gang inde 2004

## Personlige rekorder
- 20 km gang: 1.27.31 1998
- 30 km gang: 2.18.01 Tranbjerg 10. april 1999
- 35 km gang: 2.48.21 Dudince, SVK 25. april 1998
- 50 km gang: 3.59.14 Naumburg 6. juni 1999
- 30.000 meter gang (bane): 2.24.58,3 Rotterdam 26. juli 1997
- 2 timer gang (bane): 25 660 meter Rotterdam 26. juli 1997